# Harrods

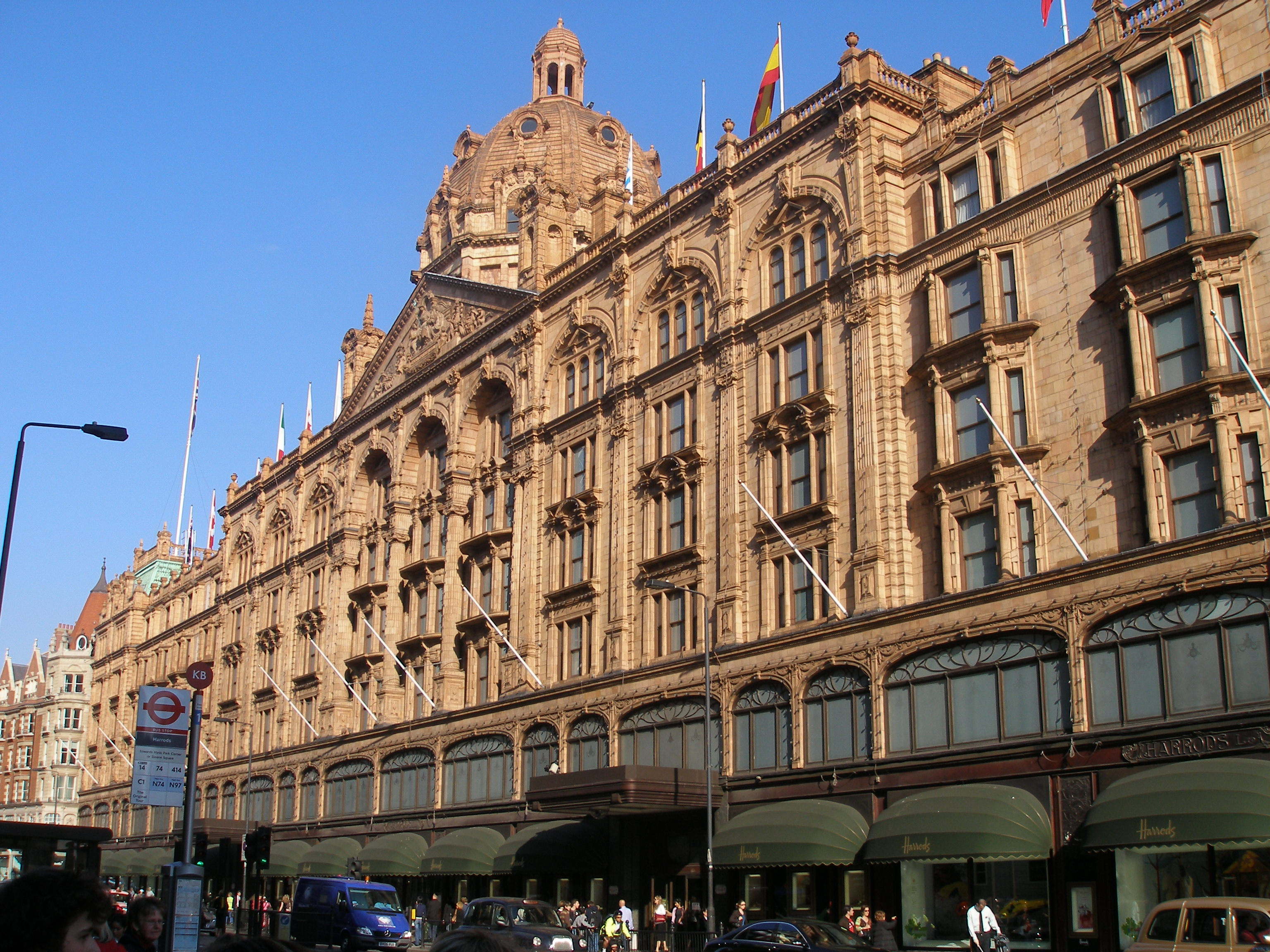
Obchodní dům Harrods z ulice Brompton Road

Harrods je jeden z nejluxusnějších a nejproslulejších obchodních domů na světě. Nachází se těsně pod Hyde Parkem v centru Londýna. Budova je postavena na ploše o velikosti 4,5 akrů, skrývá v sobě 330 obchodů a více než jeden milion čtverečních stop nákupních ploch. O zákazníky se zde stará přes 5000 zaměstnanců. To vše dělá z Harrods jeden z největších a nejdéle fungujících obchodních domů na světě.

## Historie

### Počátky firmy
Historie Harrods sahá do roku 1834, kdy v londýnské čtvrti Stepney založil Charles Henry Harrod obchod se specializací na čaj. V pochybném East Endu podnikal do roku 1849, než se odstěhoval do samotného centra Londýna. V roce 1851 se v Hyde Parku konala The Great Exhibition – první Světová výstava v historii. Obchodník Harrod výstavy využil, a jelikož si díky ní vydělal nemalé množství peněz, otevřel si vlastní malý podnik s potravinami v oblasti Knightsbridge. Začal jako maloobchodník s dvěma asistenty, jedním poslíčkem a obratem pouhých 20 liber za týden. Naštěstí se ale nacházel ve čtvrti Knightsbridge, která se během 50. let 19. století proměnila v jednu z nejluxusnějších částí v Londýně, a proto Harrodsův podnik prosperoval. V roce 1861 převzal obchod jeho syn Charles Digby Harrod, který navázal na otcův úspěch. Rodinná firma Harrods stále rostla a v roce 1868 již zaměstnávala šestnáct zaměstnanců a týdenní obrat činil 1000 liber. Harrod mladší rozšířil prodejní sortiment o léky, parfémy a papírnické zboží. Více se soustředil na majetné lidi a snažil se vyjít vstříc náročným zákazníkům. Velkou oblibu si obchod získal také tím, že své výrobky balil do barev vlajky Spojeného království, tzv. Union Jack. S rostoucími výdělky skupoval Harrod okolní budovy a k roku 1880 firma zaměstnávala kolem stovky lidí.

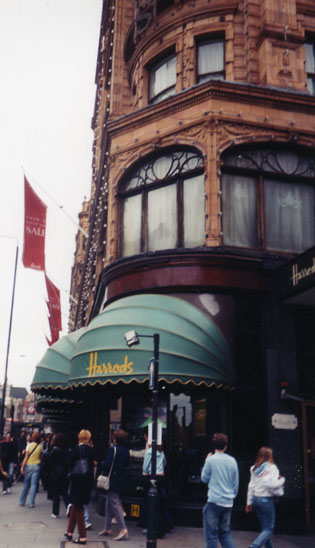
Rohová výloha obchodního domu Harrods

Rychlý růst podniku se náhle změnil 6. prosince 1883, kdy Harrodsův obchod celý kompletně shořel. Navzdory rozsáhlým škodám ale kupodivu Harrod mladší zajistil náhradní zboží a všechny vánoční objednávky vyřídil a doručil k svým zákazníkům včas. Během Vánoc získal rekordní příjmy, které ihned investoval do výstavby nového obchodního domu a poskytoval úvěry svým nejlepším zákazníkům, mezi které patřil spisovatel Oscar Wilde nebo herečky Lilly Langtry a Ellen Terry či Sigmund Freud.

### Veřejná obchodní společnost
Ke konci 19. století členové rodiny Harrods již patřili k londýnské elitě, a protože svou firmu nechtěli spravovat sami, přeměnili ji v roce 1889 na veřejnou obchodní společnost. Na Londýnskou burzu vstoupila nová společnost pod názvem Harrod's Stores Limited. Do ředitelského křesla byl dosazen Richard Burbidge, který se postaral o modernizaci obchodů. V roce 1898 instaloval do Harrodsova obchodního domu údajně první eskalátor na světě a zkrátil pracovní dobu svým již 200 zaměstnancům. Zároveň Burbidge začal vytvářet velkolepé plány na výstavbu nového obchodního domu, který se měl stát nejluxusnějším na světě.

### Nová budova
Výstavba nového dnešního obchodního domu začala v roce 1901 podle plánů architekta Charlese Williama Stephense. Je to honosná budova s průčelím pokrytým terakotovými dlaždicemi a zdobenými okny ve stylu Art Noveau. Za zdmi se nachází bohatý interiér, který je nejvíce obdivován ve slavné Food Hall, na jejíž secesní výzdobě se podílela hlavně anglická porcelánka Royal Doulton. Ve čtvrtém patře pak naleznete velkou Tea room se secesními střešními okny. V dnešní době v této velké hale sídlí restaurace Georgian Restaurant. Po otevření nového obchodního domu se Harrods okamžitě stal nejluxusnějším londýnským obchodem. K roku 1927 bylo v přízemí a v prvním patře zprovozněno 91 obchodů.

### Změny v obchodním domě
Harrods se během let stále orientoval na nová odvětví, což si vyžádalo také nové prodejní prostory. Ve třetím a čtvrtém patře proto zanikly honosné apartmány a proměnily se na prodejní plochy. Ve 30. letech 20. století se jižní strana domu přestavěla a přizpůsobila k prodeji módního oblečení. Avšak na konci 30. let přišla světová válka, což prudce změnilo celou společnost, a s ní i Harrods. Drahé plesy s tanečníkem Victorem Sylvestrem, nablýskané luxusní limuzíny a módní přehlídky s posledními módními trendy – to vše náhle skončilo. Místo toho se Harrods přizpůsobil válečnému období a začal vyrábět uniformy, padáky a součástky do bombardéru Lancaster. 
Jindy movití lidé nyní neměli peníze na utrácení a během poválečných let utrpěl Harrods velké finanční ztráty. Krize skončila v roce 1959, kdy řetězec obchodních center House of Fraser koupil obchodní dům Harrods a započal rozsáhlou inovaci všeho, co se v té době zdálo být staromódní.  Výborným tahem, jak nalákat zpět své zákazníky, bylo otevření nového butiku Way In, který přenesl nákupní ulici Carnaby Street do jediné budovy. Mezi další výrazné úspěchy se dá počítat vybudování velkolepých hal. První z nich je Perfumery Hall, jejíž stěny jsou obložené černým mramorem a bílým mramorem pokrytá Cosmetics Hall. 

### Nový majitel a renovace domu

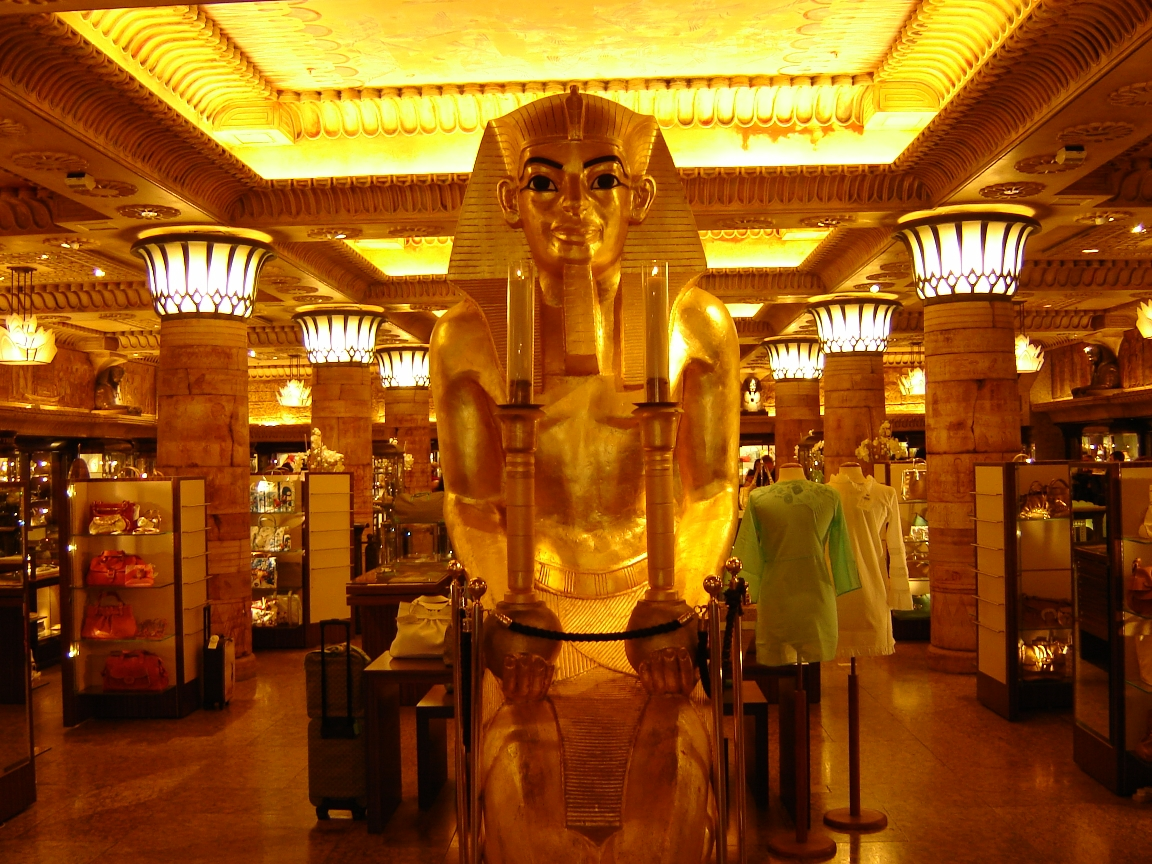
Egyptská sekce v Harrods

V 80. letech 20. století se představenstvu Harrods zdály prostory hračkářství, tzv. Toy Rooms, nemoderní, a proto je přestěhovali do čtvrtého patra domu, kde byly zrekonstruovány. V roce 1985 koupila egyptská milionářská rodina Al-Fayed společnost House of Fraser za neuvěřitelných 615 milionů liber a Harrods se stal po několika desetiletích opět rodinným podnikem. Do ředitelského křesla se posadil Mohamed Al-Fayed, který vynaložil dalších 300 milionů liber na kompletní renovaci celého obchodního domu. Jeho velké plány zahrnovaly prosvětlení spodních pater, kde se nacházejí sekce s pánskou módou nebo vytvoření patra se sportovními potřebami. Vrcholem moderních úprav se stal tzv. Egyptian Escalator, čímž Al-Fayed vzdal poctu starověkému Egyptu. Aby tato sekce vypadala co nejautentičtěji, byly ke spolupráci pozvaní také experti z Britského muzea.
Od té doby je Harrods neustále modernizován a vylepšován. Za šest milionů liber se Hair & Beauty proměnil na Urban Retreat – největší evropský salón pro krásu a zdraví a čtyři miliony liber byly investovány do rekonstrukce Cosmetics Hall. Jelikož obchodní dům provozuje i vlastní banku Harrods bank, byly pro stálé zákazníky vytvořeny speciální kreditní karty, které jsou použitelné po celém světě.
V roce 2010 Mohamed Al-Fayed Harrods prodal Katarské státní investiční společnosti asi za 1,5 mld GBP (asi 45 mld Kč).

## Město ve městě
Obchodní dům Harrods je prakticky malé město uprostřed velkoměsta. Svou plochou, která tvoří jednu třetinu rozlohy Britského muzea, zabírá prostor mezi ulicemi Brompton Road, Hans Road, Hans Crescent a Basil Street. Harrodské generátory jsou schopny vyrobit 70% elektřiny pro celý dům a pod budovou jsou vykopané dokonce tři artéské studně, z nichž nejhlubší sahá až 489 stop (cca 150 metrů) pod povrch. Kdyby náhodou v nákupních prostorách vypukl požár, má Harrods připravenou vlastní požární jednotku. Uvnitř stavby funguje 40 výtahů, které urazí neuvěřitelných 39 800 mil za rok a telefonní centrála vyřídí 7000 hovorů za den. Za zmínku také stojí noční osvětlení secesní fasády, o níž se stará 12 000 žárovek. 

## Motto a jeho význam

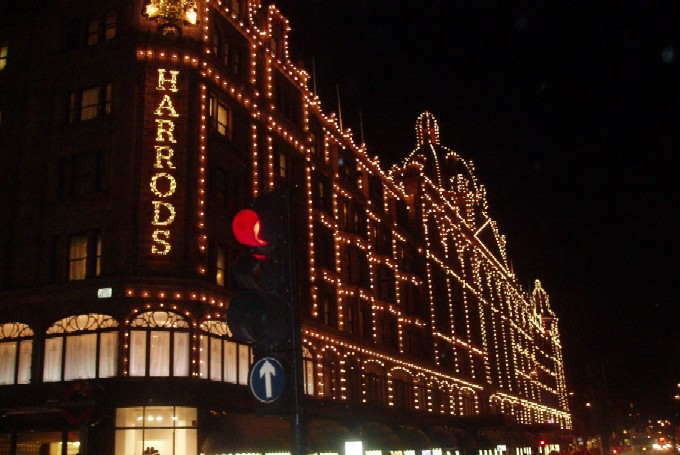
Noční osvětlení Harrods

Harrodsovo slavné motto Omnia Omnibus Ubique (Everything for Everyone, Everywhere – Všechno pro všechny, všude) nabylo během několika let svůj význam. Například scenárista a herec Noël Coward si v sekci se zvířaty pořídil k Vánocům aligátora a prezident Ronald Reagan má odsud mládě slona Gertie. Alan Alexander Milne našel v obchodech Harrods Medvídka Pú pro svého syna Christophera Robina, zatímco režisér Alfred Hitchcock si ve Food Hall koupil čerstvé sleďové slanečky na cestu do Hollywoodu. 
Obchodní společnost již od prvopočátků vychází zákazníkům vstříc, a proto je v Harrods k sehnání prakticky cokoliv. Od počátku 20. století začala firma vyrábět na zakázky jachty, zařizovala pohřební obřady, prodávala letadla a skupovala další budovy. Služby domu dokonce sahaly i do lékařských oborů, a tak bylo možné si pronajmout kompletně vybavenou ambulanci i se sestřičkou. Ve 30. letech se za výlohami obchodního domu objevily první televizory a ve 40. letech se uvnitř otevřela velká knihovna. 
V dnešní době sortiment zboží v Harrods obsahuje hlavně luxusní oblečení, elektroniku, šperky, sportovní vybavení, svatební šaty, doplňky pro domácí zvířata, hračky, potraviny, papírnické potřeby, domácí potřeby, nábytek, parfémy atd. 
Obchodní dům skrývá také 28 restaurací, které jsou schopny připravit svým zákazníkům cokoliv od odpoledního čaje, přes obyčejné hamburgery až po luxusní kaviár. 
Jelikož je jméno Harrods ve světě dobře známé, navštíví ho každý den přibližně 300 000 zákazníků, což vyžaduje velké množství pracovníků. Celkem je evidováno více než 5000 zaměstnanců z padesáti zemí světa. Firma také zprostředkovává okamžitou dodávku po Londýně, a proto každý den vyjíždí do ulic poslíčci, kteří mají za úkol doručit 225 000 objednaných balíčků.[zdroj?]

## Královská ocenění
Obchodní dům Harrods je držitelem několika královských ocenění The Royal Warrant od:
- Královny Alžběty II.
- Vévody z Edinburghu
- Charlese, prince z Walesu
- Královny Alžběty

Královské ocenění od vévody z Edinburghu bylo uděleno roku 1956, avšak 21. prosince 2001 ho princ Philip odebral, protože údajně zaznamenal výrazný pokles v obchodním vztahu mezi vévodou a Harrods. Další poměry mezi obchodním domem a královskou rodinou se utužily po roce 1997, kdy tragicky zemřela Diana, princezna z Walesu společně se synem majitele Harrods Dodim Al-Fayedem v Paříži. 

## Památníky

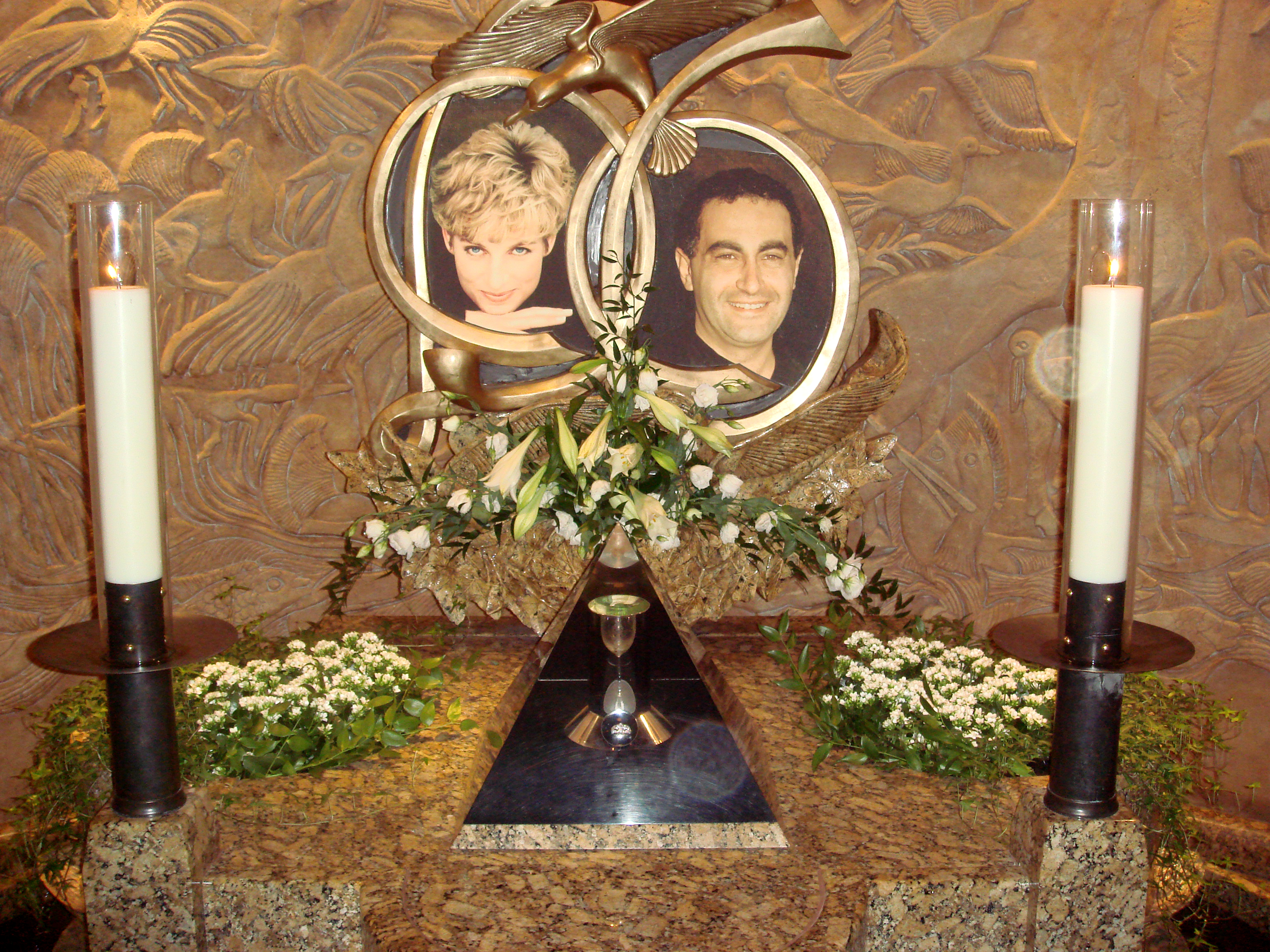
První památník věnovaný princezně Dianě a Dodimu Al-Fayedovi

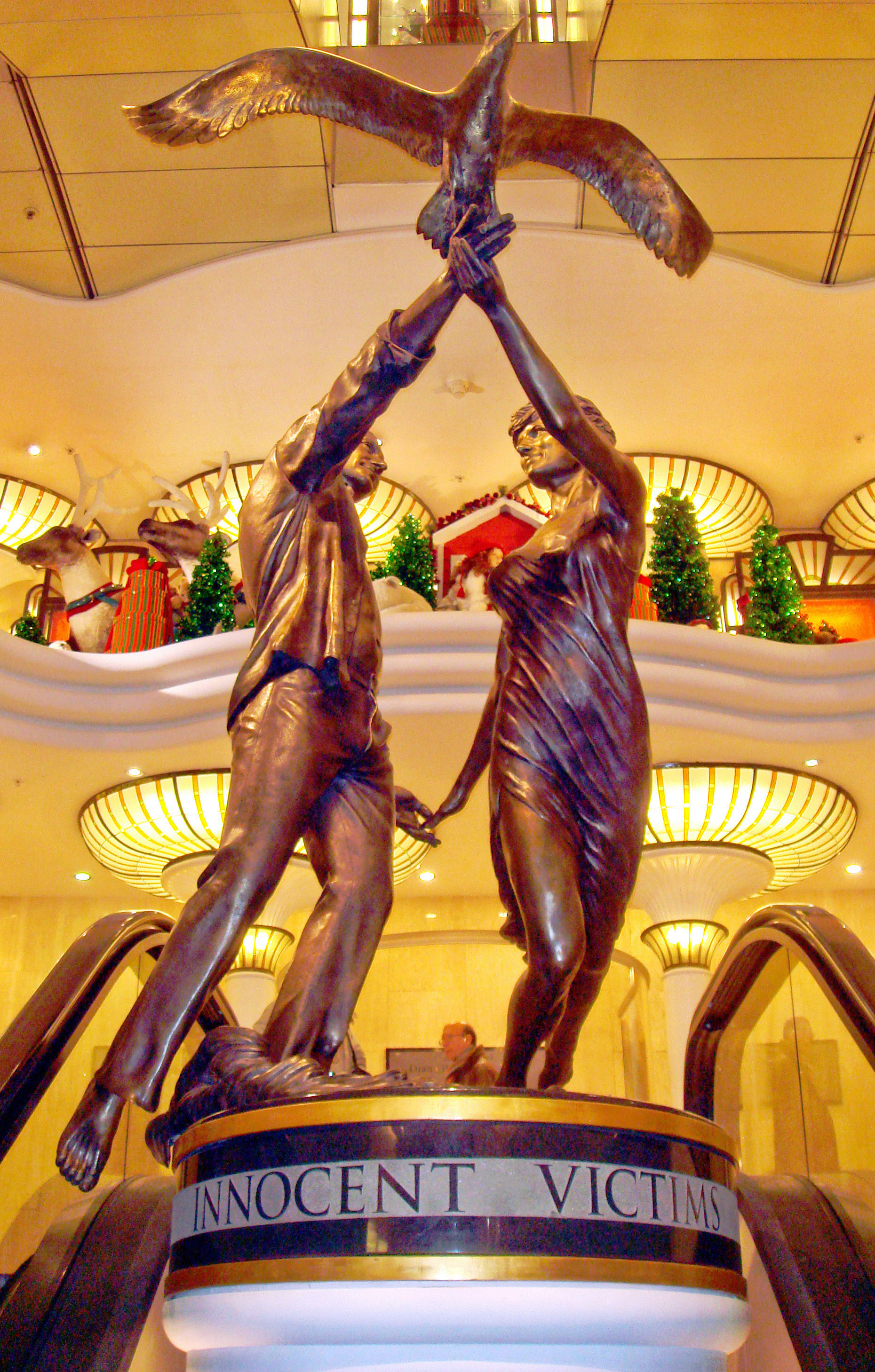
„Nevinné oběti“ – druhý památník princezny Diany a Dodiho Al-Fayeda

Uvnitř obchodního domu jsou celkem dva pomníky, které Mohamed Al-Fayed nechal vytvořit na památku zesnulé princezny Diany a jejího přítele Dodiho Al-Fayeda. První z nich byl slavnostně odhalen 12. dubna 1998. Skládá se z fotek mileneckého páru a malé pyramidy, v které je umístěná sklenice na víno z princezniny poslední večeře. Dodnes je na okraji sklenky zřetelný otisk Dianiny rtěnky. Pod sklenicí je položen snubní prsten, jejž Dodi koupil den před jejich smrtí.
Druhý pomník byl odhalen v roce 2005 u Egyptian Escalator v egyptské sekci a jmenuje se Innocent Victims (Nevinné oběti). Je to bronzové sousoší dvou milenců tančících na pláži pod křídly albatrosa – ptáka, jenž symbolizuje Svatého Ducha. Dílo vytvořil 80letý Bill Mitchell, který je dlouholetým přítelem rodiny Al-Fayedů a zároveň je přes 40 let hlavním poradcem pro design obchodního domu.

## Zajímavosti o Harrods
Stejně jako k ostatním významným londýnským budovám, i k Harrods se váže mnoho zajímavostí. 

### Pravidla oblékání
Obchodní dům je známý svými přísnými předpisy, které se týkají oblékání. Návštěvníka do domu nepustí, jestliže má na sobě sportovní šortky a ustřižené či roztrhané kalhoty. Pro dívky je tabu, jestliže se rozhodnou jít nakupovat s tričkem, které by odhalovalo břicho a turista interiér Harrods neuvidí, jestli se bude snažit projít dovnitř s batohem. 

### Kobra egyptská
10. září 2007 si Harrods pronajal smrtelně jedovatou kobru egyptskou, která střežila jeden pár sandálů. Obuv z dílny návrháře Reneho Caovilly byla posázená rubíny, safíry a samozřejmě také diamanty a její cena byla odhadována na přibližně 62 000 liber.

### Prodej kožešin
Harrods a Mohamed Al-Fayed stále čelí kritice kvůli prodeji pravých kožešin. Na protest proti prodeji se pravidelně konají demonstrace ochránců zvířat před obchodním domem. Nyní je Harrods poslední obchodní dům ve Spojeném království, kde je možnost sehnat pravou kožešinu.

### Nakupující celebrity
Jelikož má Harrods titul nejluxusnější obchodní dům v Londýně, stává se častým cílem slavných lidí. Mezi pravidelné zákazníky patří zpěvačka Madonna, jejíž byt se nachází na druhé straně Hyde Parku a dříve zde trávila volná odpoledne také královna Alžběta II. Dalšími stálými zákaznicemi jsou britská popová zpěvačka Lily Allenová a kontroverzní londýnská celebrita Kate Moss.  Své libry v obchodech utratily i zpěvačky Beyonce a Christina Aguilera a herečka Eva Longoria zahájila v roce 2006 Harrodsův zimní výprodej.